# Ravahere
Ravahere egy atoll sziget a Dél-Csendes-óceánon. A terület politikailag Francia Polinéziához tartozik. Ravahere a Tuamotu-szigetek egyik alcsoportjának, a Hikueru szigetcsoportnak, azon belül pedig az apró Két csoport-szigetek része. A Hikueru szigetcsoport a Tuamotu szigetcsoport központi részén található. A Hikueru szigetcsoport másik négy tagja Hikueru, Marokau, Reitoru és Tekokota. A szigetcsoport legészakibb szigete Tekokata. Tőle délre az első sziget Hikueru 22km-re. Ravahere Hikuerutól északnyugatra található 55km-re. Legközelebbi szomszédja a szintén a Két csoport-szigetekhez tartozó Marokau tőle 1,8km-re fekszik északnyugatra. Ravahere Tahititől 737km-re fekszik keletre.
Ravahere atoll alakja egy bumerángra emlékeztet. A 18km hosszú atoll legnagyobb szélessége 7,5km. Sekély, belső lagúnájának területe 50km2, amelybe azonban vízi úton nem lehet bejutni az óceán felől. A sziget tartósan lakatlan.

## Története
Ravahere atollt legelőször Louis Antoine de Bougainville francia felfedező fedezte fel a nyugat számára 1768-ban, aki ottjártakor partra is szállt. 1769. április 6-án James Cook hajós kapitány is kikötött a szigeten. Ekkor adta Marokau és Ravahere szigeteknek a Két csoport-szigetek elnevezést. Ezután Edward Belcher brit tengerész látogatott az atollra 1826. február 28-án.
A 19. században Hikueru francia gyarmat lett. Ekkor a lakosság még 30 fő volt (1850. környékén).
Az 1903-as trópusi ciklon hatalmas károkat okozott a szigeteken.

## Közigazgatás
Közigazgatásilag Ravahere atoll Hikueru települési önkormányzathoz tartozik Marokau, Reitoru és Tekokota atollokkal együtt.